# Interorbital Systems

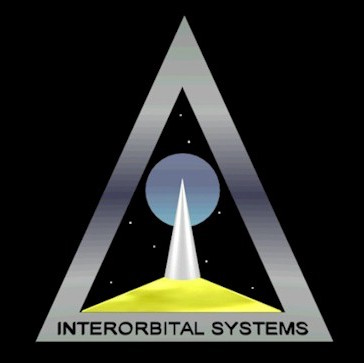

A Interorbital Systems Corporation (IOS), é uma empresa aeroespacial Norte americana, situada em Mojave (Califórnia). Fundada em 1996, por Roderick e Randa Milliron.
Como empresa de manufatura na área espacial, ela tem se dedicado ao desenvolvimento de veículos lançadores e capsulas espaciais. Atualmente, está trabalhando numa linha de foguetes lançadores com o objetivo de participar do Google Lunar X Prize. A empresa também compete nos prêmios: Ansari X Prize e America's Space Prize.

## Ligações Externas
- Interorbital Systems site oficial